# Mare liberum

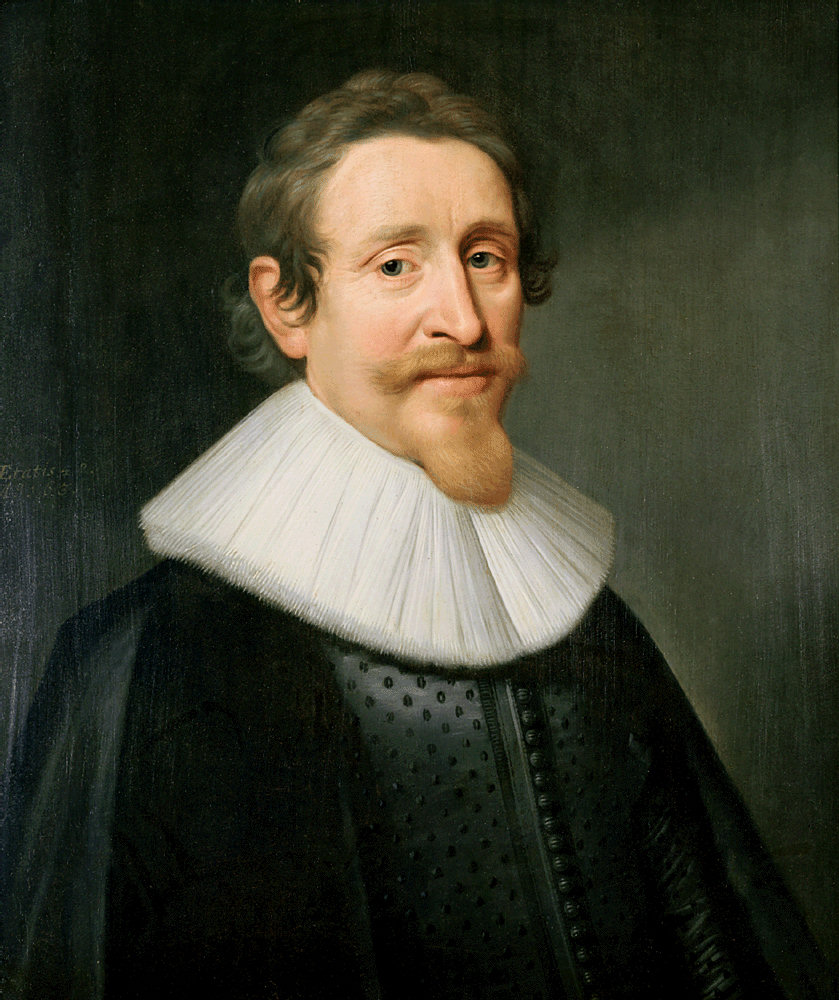
Hugo de Groot schreef Mare liberum in opdracht van de VOC in 1604-1606. Schilderij van Michiel Jansz. van Mierevelt

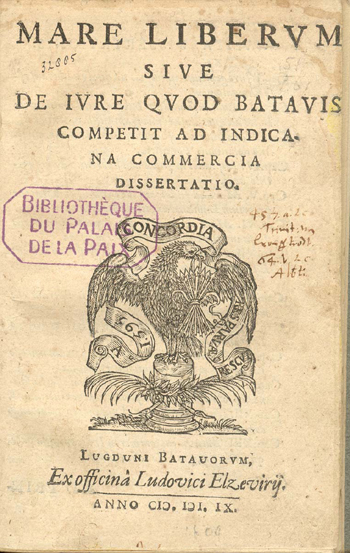
Eerste uitgave van Mare liberum, exemplaar in de bibliotheek van het Vredespaleis

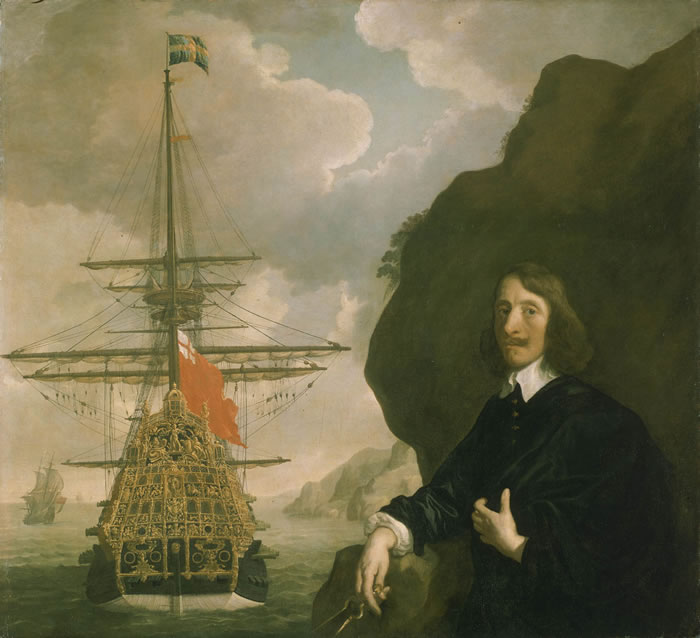
Het Engelse oorlogsschip HMS Sovereign of the Seas (1637). De naam van dit schip onderstreepte de claim van de Engelse vorst op het eigendom van de zeeën. Schilderij van Peter Lely

Mare liberum (Latijn voor "de vrije zee") is de term die in het internationaal recht of volkenrecht wordt gebruikt voor het principe van vrije handel op zee. Volgens dit principe zijn de oceanen en zeeën van iedereen en hebben alle landen vrije toegang tot de zee om te reizen en handelen. De term Mare liberum stamt uit de 17e eeuw maar wordt vandaag de dag nog steeds gebruikt voor de internationale wateren, dat wil zeggen de oceanen en zeeën buiten de territoriale wateren.
Het principe werd geformuleerd door de Nederlandse rechtsgeleerde Hugo de Groot. Zijn Mare liberum werd in 1609 uitgegeven in Leiden door Elzevier. Pas veel later bleek het eigenlijk een los hoofdstuk te zijn van de verhandeling De Indis ("over Indië"). Deze verhandeling werd geschreven in de periode 1604-1606, maar nooit uitgegeven. Het manuscript verdween en werd pas in 1868 gepubliceerd onder de titel De iure praedae ("over het buitrecht"), nadat het vier jaar eerder teruggevonden was.

## Achtergrond
In 1455 schreef paus Nicolaas V de Romanus Pontifex, een pauselijke bul waarmee hij Portugal en Spanje het alleenrecht over de nieuw ontdekte gebieden in Azië en Afrika gaf. Toen de Republiek der Zeven Verenigde Nederlanden als nieuwe zeemacht opkwam, wilden de Nederlanders ook delen in de lucratieve handel, vooral de specerijenhandel met Indië.
In 1603 werd een Portugees schip, de Santa Catarina, bij de Straat Malakka geënterd en in beslag genomen door admiraal Jacob van Heemskerk. Deze actie was zelfs in Nederland controversieel, maar de enorme buit bleek miljoenen waard en deed naar meer verlangen. De in 1602 opgerichte Vereenigde Oostindische Compagnie deed daarom een verzoek aan Hugo de Groot om een verhandeling te schrijven waarmee de inbeslagname gerechtvaardigd kon worden. Hugo de Groot stelde in deze verhandeling, Mare liberum, dat de Portugezen niet het alleenrecht hadden op de lucratieve specerijhandel met Indië, maar dat de Nederlanders ook handel met Indië mochten drijven. De Groot stelde dat de zee en de lucht vrij waren omdat ze niet door enig land bezet konden worden en daarom geen eigendom van een land konden zijn. Ook stelde hij dat het een algemeen goed was om de zeeën vrij voor iedereen te houden; het was voor alle landen een nadeel als de zeeën eigendom van bepaalde landen waren.
Mare liberum was ook bedoeld om de onderhandelingspositie met Spanje te versterken. De Republiek der Zeven Verenigde Nederlanden was destijds in onderhandeling met Spanje over het Twaalfjarig Bestand tijdens de Tachtigjarige Oorlog. Spanje en Portugal eisten hierbij het alleenrecht op handel in West- en Oost-Indië. De verhandeling van Hugo de Groot was bedoeld om deze claims te weerleggen, wat ook lukte, want Nederland kreeg met het Twaalfjarig Bestand het recht op de handel met Indië.
Het vrijhandelsprincipe domineerde het verdere internationale beleid van de Nederlandse republiek en was de ideologische en morele basis waarop Nederland met haar enorme zeemacht handelsmonopolies openbrak en de internationale handel op zee domineerde. De republiek voelde zich echter ook vrij om het vrijhandelsprincipe te negeren als dat uitkwam, bijvoorbeeld als het om de handel met Oost-Indië ging, waar de Nederlanders een monopolie in stand hielden.
Engeland stond in directe concurrentie met Nederland en verwierp daarom het principe van Mare liberum dat de zee geen eigenaar kon hebben maar vrij voor allen was. De Engelsen eisten het alleenrecht over de Noordzee en de andere zeeën rond de Britse Eilanden. Vooral de Nederlandse visserij voor de kust van Engeland was de Engelsen een doorn in het oog. William Welwod, een Schotse jurist, publiceerde in 1613 An Abridgement of All Sea-Lawes en in 1615 De Dominio Maris, waarop de Groot weer pareerde met Defensio capitis quinti Maris Liberi oppugnati a Gulielmo Welwodo ("Verdediging van hoofdstuk 5 van de Mare liberum, dat door William Welwod wordt aangevallen"). De Engelse rechtsgeleerde John Selden volgde in 1635 met de (zo'n 16 jaar eerder geschreven, maar destijds verboden) Mare clausum ("de gesloten zee"), waarin hij voor de Engelsen het alleenrecht op de handel en visserij in de zeeën rond de Britse Eilanden opeiste. In 1637 werd de HMS Sovereign of the Seas tewatergelaten; de naam van dit oorlogsschip onderstreepte de claim van de Engelse vorst op het eigendom van de zeeën. Het economische conflict tussen de Nederlanders en Engelsen leidde tot de protectionistische Engelse Scheepvaartwetten, waarmee scheepvaart met niet-Engelse schepen van en naar Engeland en de Engelse koloniën verboden werd, en uiteindelijk tot de Eerste (1652-1654) en Tweede Nederlands-Engelse Oorlog (1665-1667).
Uiteindelijk werd het vrije gebruik van de zee algemeen geaccepteerd, al mochten staten wel een smalle strook zee langs de kusten als hun territoriale wateren beschouwen. Normaal gesproken was dit een strook van drie zeemijlen (5,5 km), gebaseerd op de "kanonsschotregel" geformuleerd door Cornelis van Bijnkershoek.

## Moderne tijd
Het Mare liberum-principe bleef eeuwenlang het heersende principe van de internationale handel op zee. Nog in 1918, na de Eerste Wereldoorlog, herbevestigde de Amerikaanse president Woodrow Wilson in zijn Veertien Punten de absolute vrijheid van scheepvaart buiten de territoriale wateren, de freedom of the seas. Veel landen wilden echter deze grenzen verleggen. Daarom werd door de Volkenbond in 1930 een conferentie gehouden in Den Haag, maar daar werd geen overeenstemming bereikt. Verschillende landen begonnen eenzijdig hun soevereine rechten op de zee uit te breiden, en rond 1967 gebruikten nog slechts 25 landen de oorspronkelijke grens van 3 zeemijlen; 66 landen hadden een 12-mijls territoriale grens en acht hadden zich een 200-mijlsgrens toegeëigend. Als antwoord organiseerde de Verenigde Naties een aantal conferenties, resulterend in het VN-zeerechtverdrag in 1994 waarmee de grens van de territoriale wateren op 12 mijl (22 kilometer) gesteld werd.
Artikel 87, 1. van het VN-zeerechtverdrag luidt:

De volle zee is open voor alle staten, ongeacht of deze kuststaat of staat zonder zeekust zijn. De vrijheid van de volle zee wordt uitgeoefend op de voorwaarden, neergelegd bij dit verdrag en bij andere regels van het internationale recht. (...)

Op 14 oktober 2009 werd bekend dat de Koninklijke Bibliotheek in Den Haag een gedigitaliseerde versie van De Groots Mare Liberum online beschikbaar gemaakt heeft, voorzien van een vertaling in modern Nederlands.